# Ocellularia pyrenuloides
Ocellularia pyrenuloides är en lavart som beskrevs av Alexander Zahlbruckner. 
Ocellularia pyrenuloides ingår i släktet Ocellularia och familjen Graphidaceae. Inga underarter finns listade i Catalogue of Life.